# Abenteuer
Abenteuer – płyta niemieckiej piosenkarki Andrei Berg, wydana w 2011 roku.
Album dotarł do 1. miejsca niemieckiej listy przebojów – Media Control Charts.

## Lista utworów
1. "Piraten wie wir"
2. "Lebenslaenglich"
3. "Flieg mit mir fort"
4. "Herztattoo"
5. "Seelenverwandt"
6. "Ich schiess dich auf den Mond"
7. "Das kann kein Zufall sein"
8. "Lieber Gott"
9. "Dein Engel"
10. "Ueber alle sieben Meere"
11. "Einmal Himmel und zurueck"
12. "Brennendes Herz"
13. "Du bist gegangen"
14. "Ist es zu spaet"
15. "Wenn du da bist (Bonus)" (Exclusive Edition)